# Константынув (гмина)
Константынув (пол. Konstantynów) — сельская гмина (волость) в Польше, входит как административная единица в Бяльский повет, Люблинское воеводство. Административный центр гмины — деревня Константынув. Население — 4124 человека (на 2004 год).

## Сельские округа
1. Антолин
2. Гнойно
3. Комарно
4. Комарно-Колёня
5. Константынув
6. Константынув-Колёня
7. Солинки
8. Вандополь
9. Виховиче
10. Витольдув
11. Вулька-Полиновска
12. Закалинки
13. Закалинки-Колёня
14. Заканале

## Соседние гмины
1. Гмина Янув-Подляски
2. Гмина Лесьна-Подляска
3. Гмина Мельник
4. Гмина Сарнаки
5. Гмина Стара-Корница